# Pheidole tasmaniensis
Pheidole tasmaniensis är en myrart som beskrevs av Mayr 1866. Pheidole tasmaniensis ingår i släktet Pheidole och familjen myror.

## Underarter
Arten delas in i följande underarter:
- P. t. continentis
- P. t. tasmaniensis